# Tihany-lakótelep (Kassa)
Tihany-lakótelep (szlovákul: Sídlisko Ťahanovce) Kassa városrésze Szlovákiában, a Kassai kerület Kassai I. járásában.

## Fekvése

A Tihany-lakótelep fekvése Kassán belül

Kassa központjától északra fekszik. 1984-től épült fel új lakótelepként. Nevét a hernádtihanyi városrészről kapta.

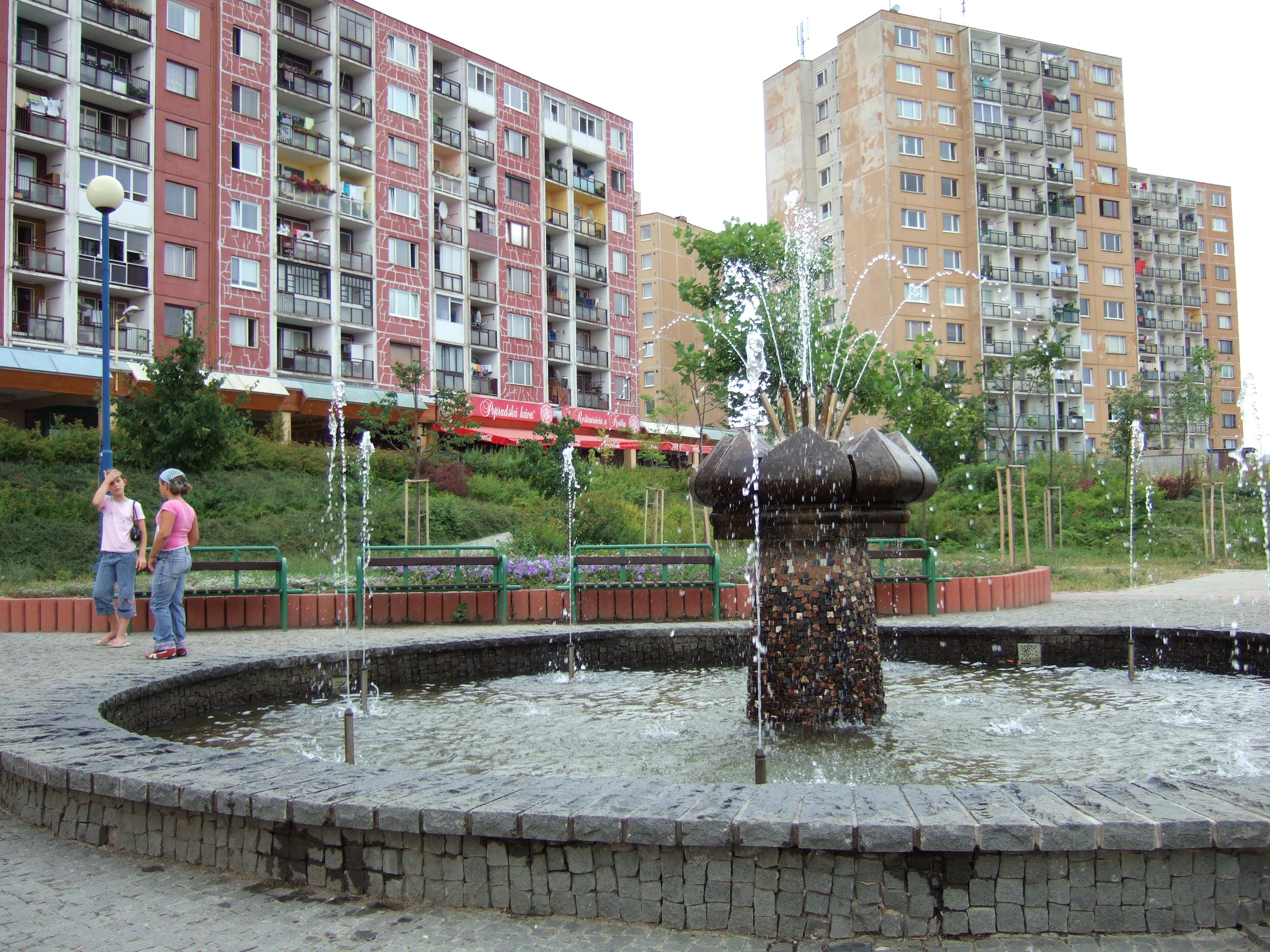
Szökőkút a lakótelepen

## Története
A lakótelep építése 1984-ben kezdődött. Az első két év munkálatai a tereprendezéssel és a közművek építésével teltek. Az első két panelház 1987-ben épült fel a mai Americká trieda területén. Az építés első üteme 1989-ig tartott. Az építés második üteme 1991-ben kezdődött és 1993-ig tartott. 1995-ig megépült a Bruselská utcai alapiskola és a kereskedelmi központ. 1996-1997-ben felépült még egy paneltömb a Helsinská utcában. Ezután a rendelkezésre álló földterület hiányában az építkezés befejeződött. A tervek szerint az építés újabb üteme 2009-ben kezdődik.

## Népesség

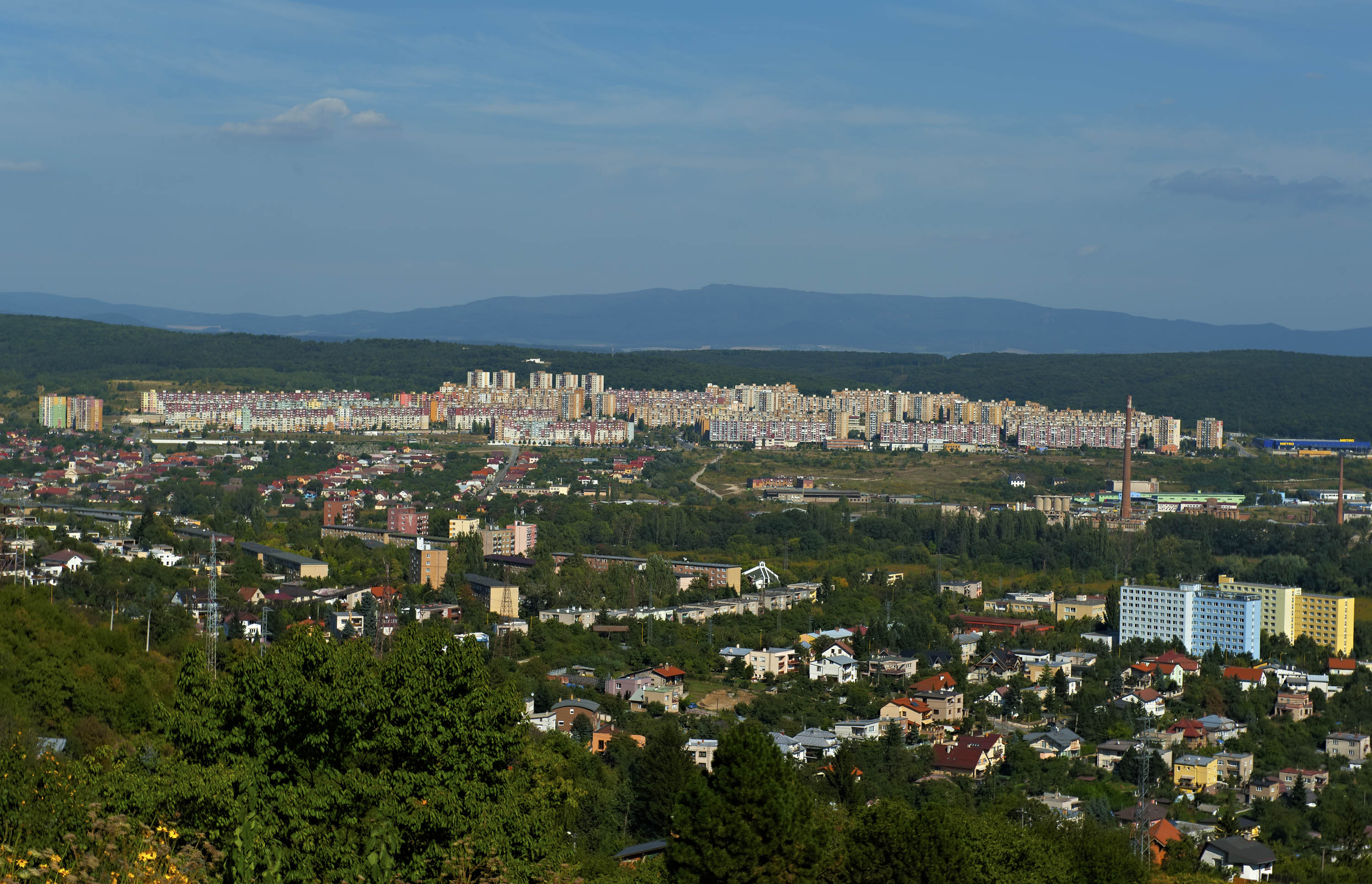
A Tihany-lakótelep panorámája

Lakosainak száma 2001-ben 22 522 fő volt.
2011-ben 23 250 lakosából 17 739 fő szlovák, 486 magyar és 329 cigány.